# Марк Марций Ралла
Марк Ма́рций Ра́лла (лат. Marcus Marcius Ralla; умер после 202 года до н. э.) — римский военачальник и политический деятель, претор 204 года до н. э., участник Второй Пунической войны.
Марк Марций занимал должность городского претора в 204 году до н. э. В 203 году до н. э. он охранял побережье Италии во главе эскадры из сорока кораблей, а в 202 году воевал в Ливии под началом Публия Корнелия Сципиона. Последний направил Раллу вместе со своим братом Луцием Сципионом и консуляром Луцием Ветурием Филоном сопровождать в Рим карфагенское посольство, попросившее о мире.